# Batalhão Esparta
O Batalhão Esparta (em russo:  батальон «Спарта») é um grupo militante rebelde da República Popular de Donetsk, anteriormente liderado pelo militante russo Arsen "Motorola" Pavlov até seu assassinato em outubro de 2016. O novo líder do batalhão tornou-se Vladimir "Vokha" Zhoga um ucraniano com viés separatista militante de Sloviansk, até sua morte em 5 de março de 2022 em Volnovakha, Ucrânia.  O batalhão participou da Guerra em Donbas e da Invasão da Ucrânia pela Rússia em 2022. O grupo foi descrito como uma organização ultranascionalista e/ou neonazista, e é acusada de múltiplos crimes de guerra.

## História
De acordo com fontes ucranianas, a unidade foi formada em agosto de 2014 em Donetsk com base na tropa antitanque/MG anteriormente existente liderada por Pavlov, que supostamente participou da Batalha de Ilovaisk junto com as forças "voluntárias" do Coronel Strelkov.
Em 2015, os chamados quase-estados RP de Lugansk/RP de Donetsk e todas as suas "unidades militares" foram designadas como "organizações terroristas" pelo Supremo Tribunal da Ucrânia. O Serviço de Segurança da Ucrânia tem perseguido membros das unidades para detê-los desde então.
Em 2016, o líder do Batalhão, Arsen "Motorola" Pavlov foi assassindo com uma bomba subindo um elevador onde morava. A RP de Donetsk culpou "neo-nazistas ucranianos" enquanto o governo ucraniano culpou a inteligência russa como parte de um complô maior, parte expurgo  contra os primeiros líderes do movimento rebelde, apontando para o fato de que cerca de meia dúzia de comandantes rebeldes foram assassinados no mesmo período de tempo. Seu cargo sendo assumido por Vladmir Zhoga.

Porém em 2022 com o reconhecimento russo da independência dos estados de RP de Lugansk/RP de Donetsk, estes grupos considerados organizações terroristas pela Ucrânia, começaram a receber apoio oriundo da Rússia. Assim aperfeiçoando seus equipamentos.

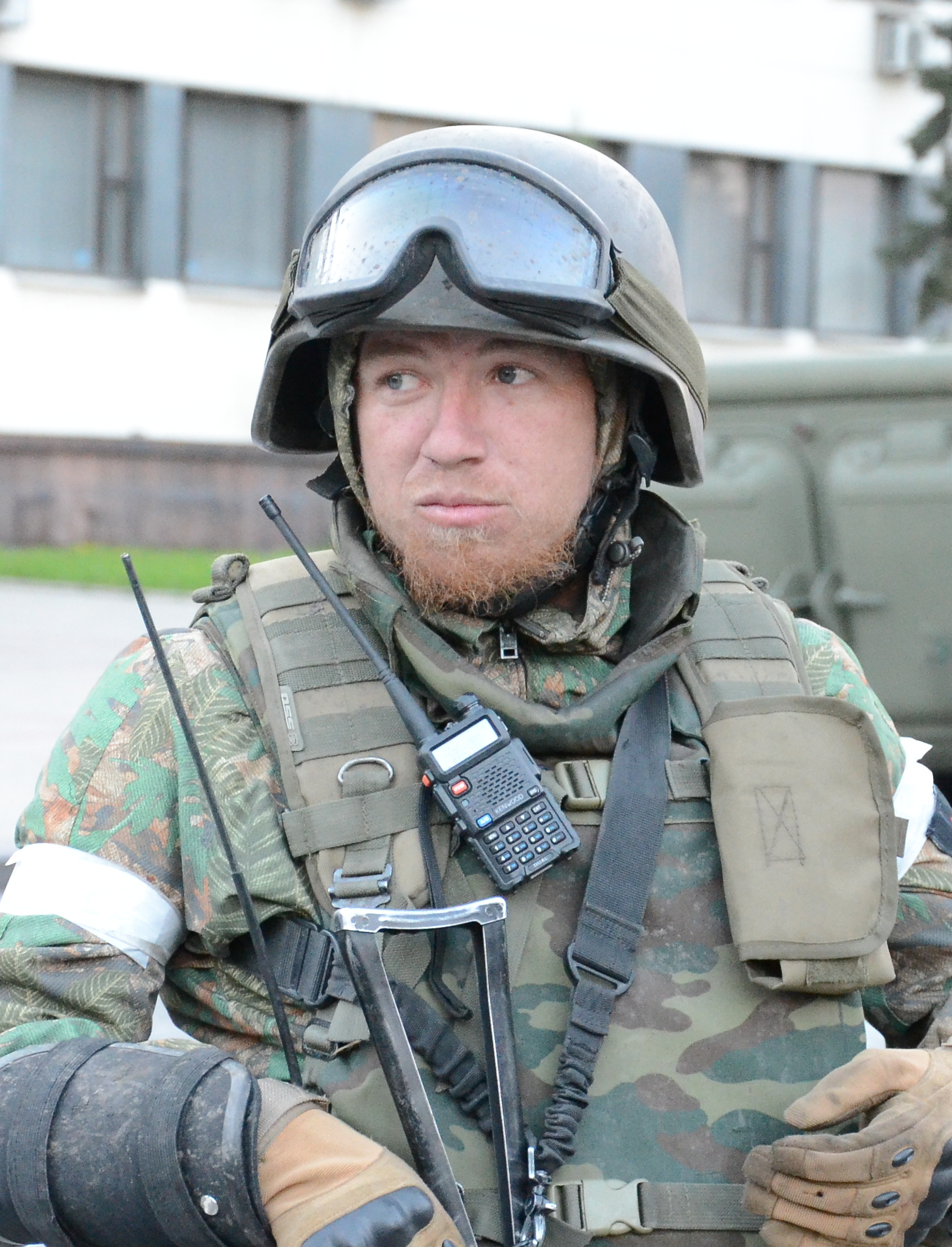
Arsen Pavlov, conhecido pelo nom-de-guerre "Motorola", o fundador e primeiro comandante do Batalhão Esparta em 2015. Pavlov era um nacional russo, ex-fuzileiro naval russo e auto-proclamado "criminoso de guerra".

## Cronologia em batalhas
- Em 2014, o batalhão participou da Batalha de Illovaisk, em Illovaisk território ucraniano que é renvidicado por Donetsk.[21]
- Em 2015 eles participaram da Segunda Batalha do Aeroporto de Donetsk.[22]
- Em janeiro de 2015 eles participaram da Batalha de Debaltseve, em Debaltsave território ucrâniano que é renvidicado por Donetsk.[23]
- Em 2016 torna-se pública o assassinato de seu lider Arsen Pavlov, assim seu cargo sendo assumido por Vladmir Zhoga.[17]
- Em março de 2016, eles estavam na armada de Dokuchaievsk.[24]
- Em setembro de 2016, o grupo foi implantado na República Popular de Lugansk para evitar um golpe de Estado antecipado.[25]
- Em março de 2022, o grupo participou da ofensiva do lesta da Ucrânia durante a invasão russa.
- Também em março de 2022, durante a Batalha de Volnovakha o comandante do grupo Vladimir Zhoga, foi morto. Ele foi postumamente premiado com o título de "Herói da Federação Russa" pelo presidente russo Vladimir Putin.[26][27][28]
- Após a morte de Vladimir, seu pai Artem Zhoga assumiu o comando do grupo.[29]

## Caso Branovitsky

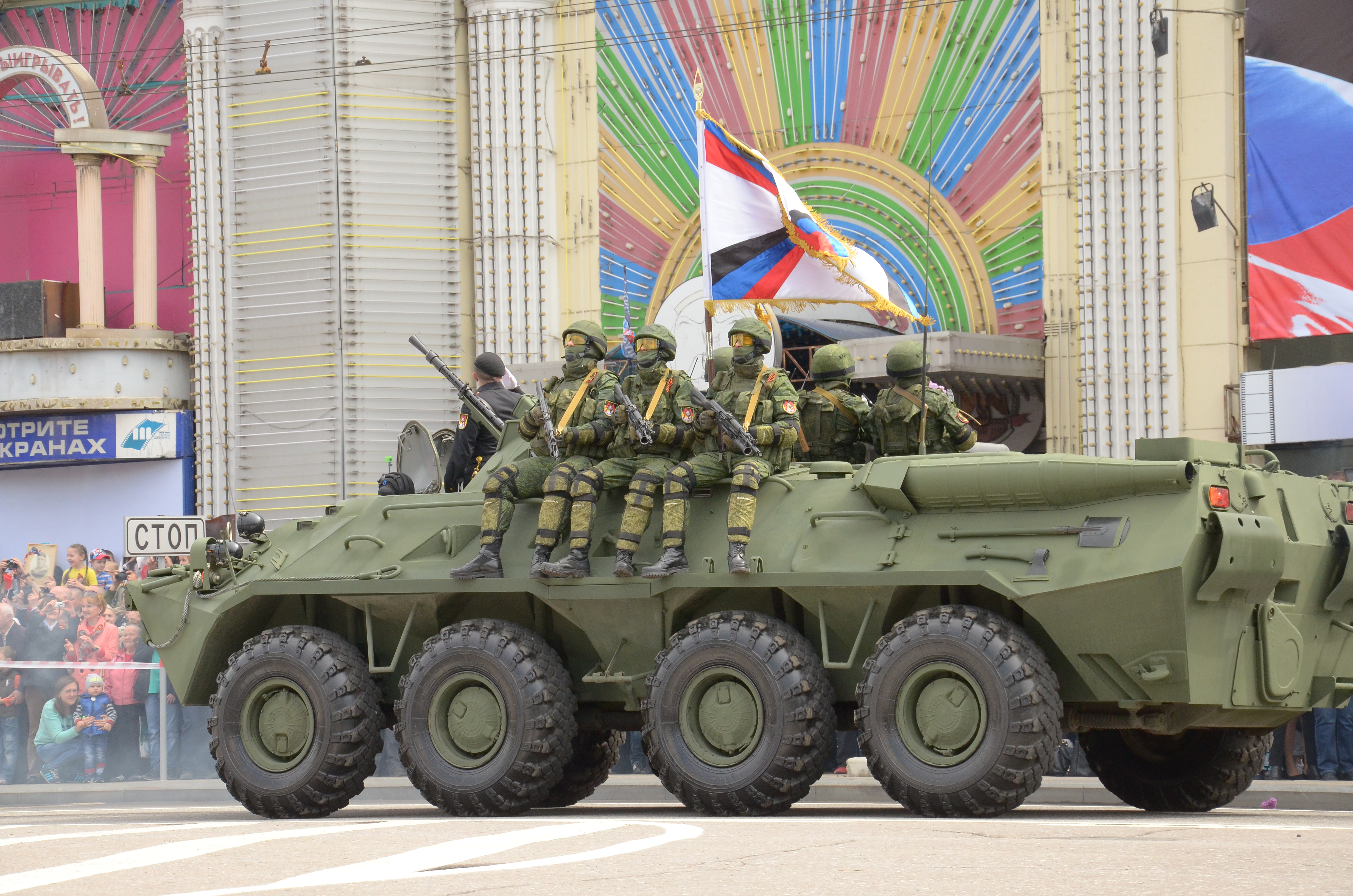
O então comandante Vladimir Zhoga com seus soldados desfilando durante o "dia do orgulho da vitória de Donetsk"

Em abril de 2015, o vice-diretor russo da Anistia Internacional da Europa e Ásia Central, Denis Krivosheev, culpou o líder do grupo Arsen Pavlov por matar e torturar prisioneiros de guerra ucranianos. Segundo ele, Pavlov admitiu pessoalmente na entrevista ao Kiev Post que matou o ucraniano Branovitsky Igor Evgenievich que era prisioneiro de guerra no momento de sua detenção e que sofreu vários ferimentos faciais e não conseguia andar.
Em uma fita controversa que foi publicada no YouTube em abril de 2015, que apresenta vozes tanto do jornalista do Kiev Post quanto da voz supostamente pertencente à Motorola, pode-se ouvir que este último afirma ter matado 15 prisioneiros quando o jornalista lhe perguntou sobre Branovitsky. A  Anistia pediu uma investigação completa do crime. Anteriormente, em fevereiro de 2015, Ucrânia iniciou uma investigação sobre as alegações.
Em junho, foi relatado por um funcionário da Ucrânia que a Interpol se recusou a colocar a suspeita Motorola na lista de procurados com base na "natureza política do caso Motorola".